# BNK캐피탈
BNK캐피탈은 대한민국의 여신전문금융업 회사이자 BNK금융지주의 계열사이다

## 연혁
- 2010.7 BS캐피탈 설립
- 2010.9 여신전문금융업 등록
- 2011.3 부산은행에서 BS금융지주로 최대주주 변경
- 2015.3 BNK캐피탈로 사명 변경

## 역대 대표이사
- 이상춘 (2010~2016)
- 김일수 (2016~2017)
- 이두호 (2017~2023)
- 김성주 (2023~ )